# Chung Hân Đồng
Chung Địch San, thường được biết đến với nghệ danh Chung Hân Đồng (sinh ngày 21 tháng 1 năm 1981), là một nữ ca sĩ, diễn viên kiêm người mẫu người Hồng Kông. Cô được biết đến là thành viên của nhóm nhạc nữ Twins.

## Tiểu sử
Chung Hân Đồng sinh ra tại Hồng Kông với tên ban đầu là Chung Địch San (鍾狄珊), khoảng 2 tuổi đổi tên thành Chung Gia Lệ. Khi cô một tuổi, cha cô qua đời, cô sống cùng với mẹ. Mẹ cô tái hôn khi cô học trung học ở Cửu Long. Sau này mẹ cô tái giá. Hân Đồng có một em gái nhỏ hơn mình 16 tuổi.
Chung Hân Đồng tốt nghiệp trường Kowloon True Light Middle School và theo học một thời gian ngắn tại William Angliss Institute of TAFE ở Melbourne, Australia .

## Sự nghiệp
Năm 2000, khi trở về Hồng Kông để nghỉ hè, Hân Đồng nhận được điện thoại của người quản lý Anh Hoàng. Cùng với sự đốc thúc của gia đình, cô quyết định tham gia thử. Sự rụt rè và vẻ đẹp của cô trong buổi tuyển chọn đã khiến giám đốc quản lý Hoắc Vấn Hy để ý. Hoắc Vấn Hy quyết định ký hợp đồng với cô .
Thế nhưng Hân Đồng đã suy nghĩ suốt 2 tháng, sau đó nhờ sự động viên của người nhà cô mới đồng ý ký hợp đồng với EEG. Sau đó cô cùng Thái Trác Nghiên trở thành một nhóm nhạc hai thành viên, đặt tên là Twins .
Ngày 18.5.2001, Twins chính thức được thành lập với 2 thành viên là Gillian Chung Hân Đồng và Charlene Thái Trác Nghiên. EP đầu tiên của nhóm đã bán sạch trong một ngày .
Tháng 9 năm 2002, A Gill khi đó chỉ mới 21 tuổi, là một trong những nghệ sĩ trẻ nhất tổ chức concert tại Hồng Quán.
Năm 2003, bộ phim Thiên Cơ Biến đã đưa 2 cô gái trẻ trên lĩnh vực phim ảnh. Twins Effect thống trị hầu hết các phòng vé tại Hồng Kông, Trung Quốc và gây nên cơn sốt tại Mỹ. Sau đó bộ phim đã được tiếp tục thực hiện phần 2.
Năm 2004, A Gill tham gia bộ phim "Sự trả thù của nàng công chúa" cùng với Ngô Ngạn Tổ và Đào Hồng. Cô nhận được đề cử Kim Tử Kinh đầu tiên cho vai nữ chính trong phim này. Đồng thời Gill cũng đảm nhiệm vai trò Đại sứ của LHP Kim Tượng lần thứ 25.
Năm 2005, Twins phát hành album tiếng Phổ Thông đầu tiên "Thần tình yêu thực tập". Album bán được 850.000 bản trên toàn Thế giới và Twins đoạt giải MTV châu Á trong năm này. Đây cũng là album đứng đầu bảng tiêu thụ của năm.
Năm 2006 được đánh giá là năm đại thành công của Hân Đồng. Album tiếng Phổ thông thứ 2 "80 đồng vòng quanh thế giới" tiêu thụ được 1 triệu bản, trở thành album bán chạy nhất trong năm. Twins được dựng tượng sáp tại Viện bảo tàng Hồng Kong. Cùng thời gian này, Ah Gill phát triển sự nghiệp diễn xuất ở Trung Quốc với vai diễn Trình Linh Tố trong bộ phim làm lại từ tiểu thuyết Kim Dung Tân Tuyết sơn phi hồ. Trình Linh Tố được đánh giá là điểm sáng hiếm hoi của bộ phim dù không tuân theo đúng nguyên tác, qua đó khai thác một hướng đi mới ở Đại lục.

Cũng trong năm này, Bộ phim 49 ngày đóng cặp với Phùng Đức Luân trở thành một trong những bộ phim có doanh thu phòng vé cao nhất ở Hồng Kông. Bộ phim cũng giành được giải thưởng trong Liên hoan phim Kinh dị tại Nhật.
Năm 2007, Gillian tiếp tục thúc đẩy sự nghiệp truyền hình ở Đại Lục khi tham gia một loạt các phim Kế hoạch A hợp tác với Trương Vệ Kiện, Hoán Hoa tẩy kiếm lục với sư huynh Tạ Đình Phong. Bên cạnh đó, sự nghiệp điện ảnh của cô ở Hồng Kông vẫn tỏa sáng với 2 bộ phim điện ảnh Twins Mission và Naraka 19 đều đoạt doanh thu top 1 ở thời điểm công chiếu. Cùng năm, Twins trở thành nhóm nhạc đầu tiên đoạt giải "Nữ ca sĩ nổi tiếng nhất châu Á -Thái Bình Dương".

## Scandal
Gillian dính vào hai vụ bê bối: lần thứ nhất, cô bị một phóng viên chụp trộm khi đang thay đồ trong một buổi biểu diễn của nhóm nhạc Twins tại cao nguyên Genting, Malaysia ngày 22/8/2006. Vụ thứ hai khi loạt ảnh nóng của diễn viên Trần Quán Hy cùng các bạn gái bị tung lên mạng tháng 2/2008. Sau scandal với Edison Trần Quán Hy, Ah Gill buộc phải rời khỏi làng giải trí 1 năm trước khi trở lại màn ảnh vào cuối năm 2009.

## Vượt qua khủng hoảng
Suốt năm 2008, A Gill không tham gia hoạt động nào trong khi bạn cùng nhóm Twins, Thái Trác Nghiên cũng phát hành album solo và xúc tiến sự nghiệp riêng. Rất nhiều người đã nghĩ, Gillian Chung Hân Đồng sẽ chỉ còn là bông hoa sớm nở chóng tàn trong làng giải trí. Cuối năm 2008, giới truyền thông bắt gặp Ah Gill trong một hoạt động ở Tứ Xuyên, giúp đỡ các làng bị động đất. Rất nhiều hoạt động của các fans kêu gọi cô trở lại. Mãi đến tháng 3 năm 2009, Gill lần đầu tiên xuất hiện trong show truyền hình Be my guest, qua đó thẳng thắn trả lời tường tận các vấn đề về scandal xảy ra với mình, cũng như mối tình tan hợp trong 5 năm giữa cô và Trần Quán Hy. Cũng trong tháng 3, cô trở thành người đại diện của hãng thời trang Be Touch.
Tháng 6 năm 2009, có tin đồn A Gill tham gia một bộ phim của đạo diễn Jeff Lau Việt Quang Bảo hợp, tuy nhiên nhà sản xuất đã không thừa nhận sự kiện này. Tháng 10 trong năm, cô chính thức đánh dấu sự trở lại của mình với vai diễn trong bộ phim EX, tiếp đó là xuất phẩm truyền hình Đại Lục Linh Châu, được xem là phiên bản Trung Quốc của bộ truyện Inuyasha nổi tiếng.
Tháng 4 năm 2010, A Gill phát hành EP đầu tay và cùng Charlene Thái Trác Nghiên đánh dấu sự trở lại của Twins bằng Live show Người người đàn lên ở Hồng Quán. Show diễn bán sạch vé trong vòng 2 ngày và nhà sản xuất buộc phải diễn thêm 1 đêm nữa. Thành công của show diễn cũng xóa tan tin đồn về việc Twins tan rã.
Tháng 7 năm 2010, bộ phim bị đóng băng 2 năm của Hân Đồng, Xuất thủy phù dung cuối cùng cũng được công chiếu. Bộ phim thu được doanh thu khá cao và giúp Hân Đồng đoạt giải thưởng Hoa Đỉnh dành cho Nữ diễn viên hài được yêu thích nhất. Đây là giải thưởng đầu tiên trong sự nghiệp điện ảnh của cô.
Cuối năm 2010, A Gill phát hành album solo đầu tay Move On. Album bán hết sạch sau ngày đầu tiên, và đoạt danh hiệu đĩa vàng trong 9 ngày.

## Thăng hoa
Năm 2011, với 2 vai diễn trong bộ phim Linh Châu, Gillian đã nhận giải Nữ diễn viên xuất sắc nhất thể loại phim Thần thoại trong liên hoan phim Hoa Đỉnh (Thị hậu Hoa Đỉnh), Nữ diễn viên xuất sắc nhất Liên hoan phim YouKu. Cô tham gia 1 loạt các phim như Tài Thần Hữu Đạo, Đại Đường Nữ Tuần Án, Nguyên Soái vui vẻ, và bộ phim kinh phí lớn Võ Tắc Thiên bí sử và giành được giải Nữ diễn viên Hồng Kông - Đài Loan được yêu thích nhất Liên hoan phim LeTV 2012 cho vai diễn trong Nguyên soái vui vẻ. Sau đó với vai Thượng Quan Uyển Nhi trong Võ Tắc Thiên bí sử, cô được đề cử "Nữ diễn viên xuất sắc nhất thể loại phim cổ trang" và đề cử "Ngôi sao được yêu thích nhất toàn quốc". Sau đó cô đã đoạt luôn Thị Hậu Hoa Đỉnh lần thứ 2 liên tiếp.
Năm 2011 còn đánh dấu sự trở lại của Twins trên lĩnh vực âm nhạc. Gill cùng Charlene Thái Trác Nghiên cũng phát hành album tiếng Phổ Thông 3650 để kỷ niệm 10 năm thành lập. Album đạt 2 đĩa Bạch Kim ngay khi phát hành và tiêu thụ được 520.000 bản tại toàn châu Á.
Từ năm 2012 đến đầu 2013, Hân Đồng trở lại màn ảnh rộng với các bộ phim Ái tình bất NG, Diệp Vấn, và đặc biệt là bộ phim điện ảnh 3D chuyển thể từ tiểu thuyết Liêu Trai Chí Dị: "Bạch Hồ". Trong thời gian này, cô cũng phát hành album tiếng Trung đầu tay "Đồng Hoa". Album đánh dấu sự tiến bộ đáng ngạc nhiên của cô. Album cũng đạt thắng lợi rực rỡ với lượng tiêu thụ đạt 2 đĩa Bạch Kim, đưa tên tuổi Gill trở thành nữ thành viên nhóm nhạc có đĩa solo bán chạy nhất Trung Quốc. Trước đó, Twins cũng lần thứ 2 nhận giải "Nữ ca sĩ được yêu thích nhất châu Á - Thái Bình Dương". Ngoài ra cô còn hợp tác cùng Ngô Khắc Quần trong album của anh này. Bài hát song ca giữa hai người "Toàn bộ đều cho em" đến nay đã có hơn 12 triệu view trên YouTube, là một trong những bài hát tiếng Hoa có lượt view cao nhất trên kênh này.
Tháng 4 năm 2013, Hân Đồng được tạp chí Forbes xếp vào top 100 gương mặt quyền lực nhất của Làng giải trí Trung Quốc. Đây là lần đầu tiên cô lọt vào danh sách này với danh nghĩa cá nhân..
Tháng 8 năm 2013, sau hai năm không đóng phim truyền hình, Gill trở lại với màn ảnh nhỏ qua bộ phim chuyển thể từ game online nổi tiếng: Cổ kiếm kỳ đàm. Trong phim, cô diễn vai công chúa Tốn Phương, đóng cặp với Kiều Chấn Vũ. Sau đó là bộ phim thời dân quốc "Vô cùng cấp bách" cùng Trần Sở Hà.
Đầu năm 2014, Gill tiếp tục tham gia bộ phim điện ảnh Túc Cầu, hợp tác cùng Thái Trác Nghiên và Hà Cảnh.
Tháng 4 năm 2014, Gill ra mắt single đầu tiên trong EP "Tình yêu trọn vẹn" là "Cả đời". Chưa đến ba ngày sau khi ra mắt, bài hát đã vươn lên đầu bảng xếp hạng Yin Yue Taiwan, với hơn 8 triệu lượt xem.
Tháng 6 năm 2014, cô ra mắt EP tiếng Phổ Thông "Tình yêu trọn vẹn". EP giúp cô lần thứ hai liên tiếp thắng giải Thần Tượng châu Á Tân Thành.
Cũng trong năm này, A Gill tiếp tục được tạp chí Forbes xếp vào top 100 gương mặt quyền lực nhất làng giải trí Trung Quốc.

## Danh sách đĩa hát
| Năm  | Tựa đề                                   | Ghi                   |
| ---- | ---------------------------------------- | --------------------- |
| 2010 | Everyone Bounce                          | EP tiếng Quảng Đông   |
| 2010 | Move On...                               | EP tiếng Quảng Đông   |
| 2013 | Đồng Hoa                                 | Album tiếng Phổ thông |
| 2014 | Tình yêu trọn vẹn - Wholly Love <完整愛> | EP tiếng Phổ thông    |
| 2018 | Heard of happiness                       | EP tiếng Phổ thông    |

## Phim

### Phim truyền hình
| Thời gian công chiếu | Tên phim                         | Vai diễn                   | Bạn diễn                                                        | Kênh truyền hình    | Giải thưởng/Ghi chú |
| 2002                 | Tề thiên đại thánh Tôn Ngộ Không | Tử Vy Tiên tử              | Trương Vệ Kiện, Thái Trác Nghiên, Tạ Đình Phong, Dương Cung Như | TVB Jade            | |
| 2002                 | Bao La Vùng Trời                 | Gillian                    | Thái Trác Nghiên                                                | TVB Jade            | Vai diễn khách mời - Tập 6 |
| 2003                 | All About Boy'z                  | Tina                       | Quan Trí Bân, Trương Chí Hằng, Tưởng Nhã Văn                    | now.com             | |
| 2003                 | Kungfu túc cầu                   |                            | Trương Vệ Kiện, Dung Tổ Nhi, Huỳnh Thu Sinh, Lý Thể Hoa         | globalnewstv.com.tw | |
| 2004                 | Bầu nhiệt huyết                  |                            |                                                                 |                     | |
| 2005                 | Con cưng thời hiện đại           |                            |                                                                 |                     | |
| 2007                 | Tân tuyết sơn phi hồ             | Trình Linh Tố              | Nhiếp Viễn, An Dĩ Hiên, Chu Ân                                  | ATV                 | |
| 2007                 | Hồn kiếm                         | Châu Nhi                   | Tạ Đình Phong, Kiều Chấn Vũ                                     | ATV                 | |
| 2007                 | Nhà có em bé                     | A Kiều                     | Thái Trác Nghiên                                                |                     | |
| 2007                 | Kế Hoạch A                       | Cao Mạn Ni                 | Đàm Diệu Văn, Trương Vệ Kiện, Ngô Khánh Triết                   | ATV                 | |
| 2011                 | Linh Châu                        | Đinh Dao / Tiên Nhạc       | Đàm Diệu Văn, Bồ Ba Giáp, Tae, Tôn Hưng, Tưởng Nghị             | Giang Tô TV         | - Nữ diễn viên được yêu thích nhất khu vực HK -ĐL LHP Youku 2011 - Nữ diễn viên kiệt xuất LHP Youku 2011 - Nữ diễn viên xuất sắc nhất thể loại thần thoại Hoa Đỉnh 2011 - Nữ diễn viên Hong Kong - Đài Loan được yêu thích nhất Hoa Đỉnh |
| 2011                 | Đại Đường nữ tuần án             | Tạ Dao Hoàn                | Trần Hạo Dân, Thang Di                                          | Trùng Khánh TV      | Giải đặc biệt thể loại phim trinh thám LHP Moscow 2011 |
| 2011                 | Võ Tắc Thiên bí sử               | Thượng Quan Uyển Nhi       | Lưu Hiểu Khánh, Tư Cầm Cao Oa                                   | Hồ Nam TV           | - Nữ diễn viên xuất sắc nhất Hoa Đỉnh 2012 - Đề cử 'Ngôi sao được yêu thích nhất Trung Quốc' |
| 2012                 | Nguyên soái vui vẻ               | Thiên Miêu Nữ              | Cổ Cự Cơ, Thái Trác Nghiên                                      | Thâm Quyến TV       | Nữ diễn viên truyền hình xuất sắc nhất LetTV lần 2 |
| 2013                 | Tài thần hữu đạo                 | Bát công chúa / Đinh Như Ý | Trần Kiện Phong, Hà Trác Ngôn, Phàn Thiếu Hoàn                  | CCTV-1              | |
| 2014                 | Cổ kiếm kỳ đàm                   | Tốn Phương công chúa       | Kiều Chấn Vũ, Dương Mịch, Lý Dịch Phong, Trần Vỹ Đình           | Hồ Nam TV           | |
| 2015                 | Vô cùng cấp bách                 | Trần Mặc                   | Trần Sở Hà                                                      | Đông Phương / Iqiyi | |
| 2018                 | Những người yêu động vật         | Sở Chi Hà                  | Hạ Quân Tường, Tùy Đường                                        | Sohu / TTV / GTV    | |
|                      |                                  |                            |                                                                 |                     | |

### Điện ảnh
| Thời gian công chiếu | Tên phim                                 | Vai diễn                        | Bạn diễn                                        | Giải thưởng/Ghi chú                              |
| 2002                 | U Man                                    | Candy                           | Huỳnh Thu Sinh, Lý Xán Sâm                      |                                                  |
| 2002                 | Summer Breeze of Love                    | Kammy Chung Lệ San              | Thái Trác Nghiên, Vương Kiệt                    |                                                  |
| 2002                 | If U Care..                              | Gillian                         | Trần Dịch Tấn, Lý Thể Hoa                       |                                                  |
| 2002                 | Nhất lục giá                             | Diệc Tuyệt sư thái / Ghost girl | Dư Văn Lạc, Thái Trác Nghiên                    |                                                  |
| 2003                 | Người khuyết tật                         | Bạch Tuyết Tiên                 | Trịnh Tắc Sỹ, Lê Diệu Tường                     |                                                  |
| 2003                 | Hắc bạch sâm lâm                         | Katie Wong                      | Huỳnh Thu Sinh, Huỳnh Hạo Nhiên, Trần Tiểu Xuân |                                                  |
| 2003                 | Thiên cơ biến                            | Gypsy                           | Trịnh Y Kiện, Thái Trác Nghiên, Trần Quán Hy    |                                                  |
| 2003                 | Tuyệt chủng thiết kim cương              | Cream                           | Lương Gia Huy, Trần Quán Hy                     |                                                  |
| 2003                 | Lời nguyền của người cha                 | Linda Ting                      | Thái Trác Nghiên, Quan Trí Bân, Trương Chí Hằng |                                                  |
| 2004                 | Ba nguyên vọng                           | Chopstick Sister                | Cổ Thiên Lạc, Thái Trác Nghiên                  |                                                  |
| 2004                 | Black Rose Academy                       | Lão Kiều / Gillian              | Trịnh Y Kiện, Thái Trác Nghiên                  |                                                  |
| 2004                 | Love on the Rocks                        | Mandy                           | Cổ Thiên Lạc, Thái Trác Nghiên                  |                                                  |
| 2004                 | Mục tiêu di động                         | Dĩnh Chi                        | Tạ Đình Phong, Trần Quán Hy                     |                                                  |
| 2004                 | Thiên cơ biến 2: Hoa Đô đại chiến        | Lam Linh                        | Phòng Tổ Danh, Thái Trác Nghiên, Trần Bá Lâm    |                                                  |
| 2004                 | Sự trả thù của nàng công chúa            | Trần Huệ Trinh                  | Ngô Ngạn Tổ, Đào Hồng                           | Đề cử Nữ diễn viên xuất sắc nhất LHP Kim Tử Kinh |
| 2004                 | 6 AM                                     | Gillian Chung                   | Quan Trí Bân, Trương Chí Hằng                   |                                                  |
| 2005                 | Gia đình tinh võ                         | Phương Phương/Natalie Yue       | Phùng Đức Luân, Ngô Ngạn Tổ, Huỳnh Thu Sinh     |                                                  |
| 2005                 | Bug Me Not!                              | Auntie/Master                   | Trần Bá Lâm, Lương Lạc Thi, Boy'z               |                                                  |
| 2006                 | 49 Days                                  | Lam Tiểu Thiên                  | Phùng Đức Luân, Trương Chí Hằng, Trương Tây     |                                                  |
| 2007                 | Eastern Legend                           | Cao Mạn Ni                      | Trương Vệ Kiện, Đàm Diệu Văn                    |                                                  |
| 2007                 | Twins Mission (aka Let's Steal Together) | Bảo Châu                        | Ngô Kinh, Hồng Kim Bảo, Thái Trác Nghiên        |                                                  |
| 2007                 | Naraka 19                                | Xuân Vũ                         | Đàm Diệu Văn, Vịnh Nhi, Từ Chính Hi             |                                                  |
| 2007                 | Trivial Matters                          | Trịnh Thi Tuệ                   | Đặng Lệ Hân, Mạch Tuấn Long                     |                                                  |
| 2007                 | Rough Addiction                          |                                 |                                                 |                                                  |
| 2010                 | Việt quang bảo hạp                       | Tôn Thượng Hương                | Trịnh Trung Cơ, Lương Vịnh Kỳ, Phương Lực Thân  |                                                  |
| 2010                 | Ex                                       | Châu Di                         | Trần Vỹ Đình, Thi Nhã                           |                                                  |
| 2010                 | The Fantastic Water Babes                | La Kiều                         | Phương Lực Thân, Huỳnh Thánh Y, Điền Lượng      | Nữ diễn viên hài xuất sắc nhất Hoa Đỉnh 2011     |
| 2010                 | Super Player                             | Guest star                      | Tôn Hưng, Tiêu Ân Tuấn, Mạc Thiếu Thông         |                                                  |
| 2011                 | Nightmare Angel                          | Angela Diệp Vĩ Anh              | Huỳnh Duy Đức, Ngô Kiện Phi                     |                                                  |
| 2013                 | Love Retake                              | Tô Ni Na                        | Lý Tiểu Nhiễm, Shin, Dư Thiếu Quần              |                                                  |
| 2013                 | Bạch hồ                                  | Tiểu Thúy                       | Trương Trí Lâm, Huệ Ánh Hồng                    |                                                  |
| 2013                 | Người quản lý siêu cấp!                  | (Guest star)                    | Thái Trác Nghiên, Đỗ Vấn Trạch                  |                                                  |
| 2013                 | Diệp Vấn: Trận chiến cuối cùng           | Trần Tứ Muội                    | Huỳnh Thu Sinh                                  | Nữ diễn viên phụ xuất sắc nhất LHP Macao 2013    |
| 2014                 | Vương bài                                | Tô Tiệp                         | Lâm Chí Linh, Lương Gia Huy, Lý Minh Thuận      |                                                  |
| 2014                 | Túc cầu                                  | Bình An công chúa               | Thái Trác Nghiên, Hà Cảnh, Đặng Lệ Hân          |                                                  |
| 2015                 | Phù sinh như mộng                        | Ngũ Nương                       | Chương Tử Di, Cát Ưu, Chung Hán Lương           |                                                  |
| 2015                 | Kiếm tình                                | Châu Nhi                        | Tạ Đình Phong                                   |                                                  |
| 2016                 | Chuyện nhỏ điên rồ mang tên Tình Yêu     |                                 |                                                 | Cameo                                            |
| 2016                 | Đại thoại Tây du 3                       | Tam Thập Nương (Khách mời)      | Hàn Canh, Mạc Văn Úy                            |                                                  |
| 2016                 | Quá khứ hoàng kiêm                       | Ngũ Thái Thái                   |                                                 |                                                  |
| 2017                 | Tiên cầu đại chiến                       | Công chúa Trường Bình           | Hà Cảnh                                         |                                                  |
| 2017                 | Tha thứ cho anh 77                       | Hearbeat                        |                                                 | Cameo                                            |
| 2017                 | Nhà số 81 Kinh thành 2                   | Kỷ Kim Thúy / Lâm Dao           | Trương Trí Lâm, Mai Đình                        |                                                  |
| 2019                 | Mất tích                                 | Tiết Chỉ Doanh                  |                                                 |                                                  |

## Giải thưởng cá nhân
- 《Lễ trao giải 10 đại diện quảng cáo TV》：Thế hệ diễn viên quảng cáo mới

- 《Hồng Kông văn báo》：Á quân nữ tình nhân của nam thiếu niên Hồng Kông

- 《Thái Dương Báo Hong Kong 2003》：Quán quân Người tình trong mộng của thanh thiếu niên

- 《Thái Dương Báo Hong Kong 2004》：Quán quân Người tình trong mộng của thanh thiếu niên

- Lễ trao giải Kim Tử Kinh lần 10 - Đề cử Nữ diễn viên xuất sắc nhất（《Beyond Our Ken》）

- 「Vũ Lâm Đại hội toàn quốc」：Vũ công được khán giả yêu thích nhất
- 「Vũ Lâm Đại hội toàn quốc」：Nhân khí vương Vũ Lâm đại hội
- 「Vũ Lâm Đại hội toàn quốc」：Nhân khí vương được kỳ vọng nhất

- 「Tạp chí YES!2009」：Quán quân Nữ tình nhân được yêu thích nhất
- 「Lễ trao giải Phẩm Vị Thịnh Điển 2009」：Nghệ sĩ đột phá nhất năm
- 「Kỷ niệm 15 năm TOUGH Jeansmith 」：15 nghệ sĩ cường nhân
- 「Lễ trao giải Tinh Quang Thời Thượng」：Nghệ sĩ thời thượng nhất Hong Kong
- 「Lễ trao giải The Muse-Women We Love」：Giải「Nữ thần thanh xuân」

- 「Kình Ca Kim Khúc 2010 Vòng 3」：giải thưởng ca khúc（《Những người trên sóng hoa》）
- 「Lễ trao giải Tân Thành2010」：Ca khúc Dance Tân Thành（《Tâm Đa》）
- 「Yahoo!Nhãn hiệu Quảng cáo 2009－2010」：Người phát ngôn quảng cáo
- 「Lễ trao giải Kình ca vương toàn càu」：Ca sĩ tiến bộ nhất
- 「Ca khúc vàng Hoa ngữ 2010」：Ca sĩ được cư dân mạng yêu thích nhất

- 「2011Kình ca kim khúcvòng 1」：Giải thưởng ca khúc（《Quên đi quá khứ》）
- 「Yahoo!Nhãn hiệu Quảng cáo 2010－2011」：Người phát ngôn quảng cáo hot nhất
- 「YAHOO!BUZZ2011」：Nữ nghệ sĩ Hong Kong được yêu thích nhất
- 「Yahoo! Style Editor's Choice Award 2011」：Top Influential Beauty Icon
- 「YoukuLễ trao giải Youku 2011」：Nữ diễn viên kiệt xuất nhất
- 「YoukuLễ trao giải Youku 2011」：Nữ diễn viên HK-ĐL xuất sắc nhất
- 「Lễ trao giải Hoa ĐỉnhThịnh Điển 2010」：Nữ diễn viên Hài kịch xuất sắc nhất (Ảnh hậu Hoa Đỉnh)（《Xuất thủy phù dung》）
- 「Lễ trao giải Hoa ĐỉnhĐiện Thị 2011」：Nữ diễn viên xuất sắc nhất thể loại phim Thần thoại (Thị hậu Hoa Đỉnh)〔《Linh Châu》〕
- 「Lễ trao giải âm nhạc Tiên Phong」 2010: Giải Tiến bộ của năm
- 「Lễ trao giải âm nhạc Tiên Phong」 2010: Ca khúc song ca hay nhát（《Ngay tại hiện trường》）
- 「Tân Duệ thời thượng Trung Quốc」：Hình tượng có ảnh hưởng nhất với cư dân mạng
- 「SINA Music 2011」：Nữ ca sĩ làn sóng mới

- 「Lễ trao giải LeTV lần 2」：Nữ diễn viên Hong Kong được yêu thích nhất〔《Nguyên soái vui vẻ》〕
- 「Lễ trao giải Hoa ĐỉnhĐiện Thị 2012」：Nữ diễn viên xuất sắc nhất thể loại phim cổ trang〔《Võ Tắc Thiên bí sử》〕
- 「YAHOO!BUZZ2012」：Nữ nghệ sĩ Hong Kong được yêu thích nhất
- 「SINA Music 2012」：Ca sĩ được yêu thích nhất

- 「IQIYI2013」：Ngôi sao chân thành nhất
- 「Bảng từ thiện TQ 2013」：Ngôi sao từ thiện của năm
- 「Lễ trao giải Tân Thành 2013 Thần tượng châu Á hot nhất
- Lễ trao giải Tân Thành 2013：Ca khúc quốc ngữ（《Thói quen ngủ đông》）
- Lễ trao giải Tân Thành 2013：Nữ ca sĩ nổi tiếng Tân Thành
- Ca khúc Hoa ngữ toàn cầu：Ca khúc song ca được yêu thích nhất（《Ở bên nhau》）
- Ca khúc Hoa ngữ toàn cầu：Nghệ sĩ toàn năng
- 「Lễ trao giải âm nhạc Tiên Phong 2013」: Ca hậu Tiên Phong
- 「Lễ trao giải âm nhạc Tiên Phong 2013」: ca sĩ ảnh-thị xuất sắc nhất
- 「YAHOO!BUZZ2013」：Ca khúc quốc ngữ của năm（《Đồng Hoa》）
- 「Lễ trao giải Metro Hit Award 2013」: Ca khúc quốc ngữ （《Thói quen ngủ đông》）
- 「Lễ trao giải Metro Hit Award 2013」: Thần tượng của năm
- 「Lễ trao giải TVB8 2013」: Ca khúc quốc ngữ （《Đồng Hoa》）

- Lễ trao giải QQ 2014：Bài hát hot của năm《Đồng Hoa》
- Lễ trao giải QQ 2014：Live show QQ của năm
- 福布斯2014中國名人榜：第100位
- Lễ trao giải Tân Thành 2014：Ca khúc song ca《Nước mắt ngôi sao》
- Lễ trao giải Tân Thành 2014：Thần tượng châu Á
- Lễ trao giải Tân Thành 2014：Ca khúc quốc ngữ《Cả đời》
- 「YAHOO!BUZZ2014」：Nữ nghệ sĩ Hong Kong được yêu thích nhất

−	